# Freesien
Die Freesien (Freesia) sind eine Pflanzengattung innerhalb der Familie der Schwertliliengewächse (Iridaceae). Von den etwa 15 Arten sind etwa zwölf Florenelemente der Capensis. Die meisten Arten kommen in Regionen mit Winterregenfällen vor. Viele Sorten von Hybriden (Freesia ×hybrida) werden als Zierpflanzen, hauptsächlich als Schnittblumen, verwendet.

## Beschreibung

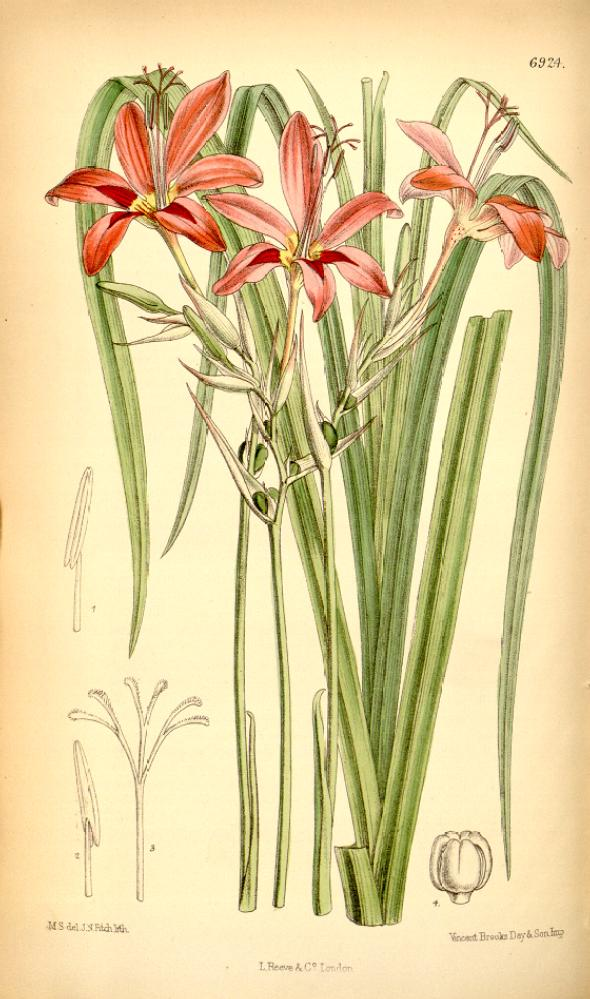
Illustration von Freesia grandiflora

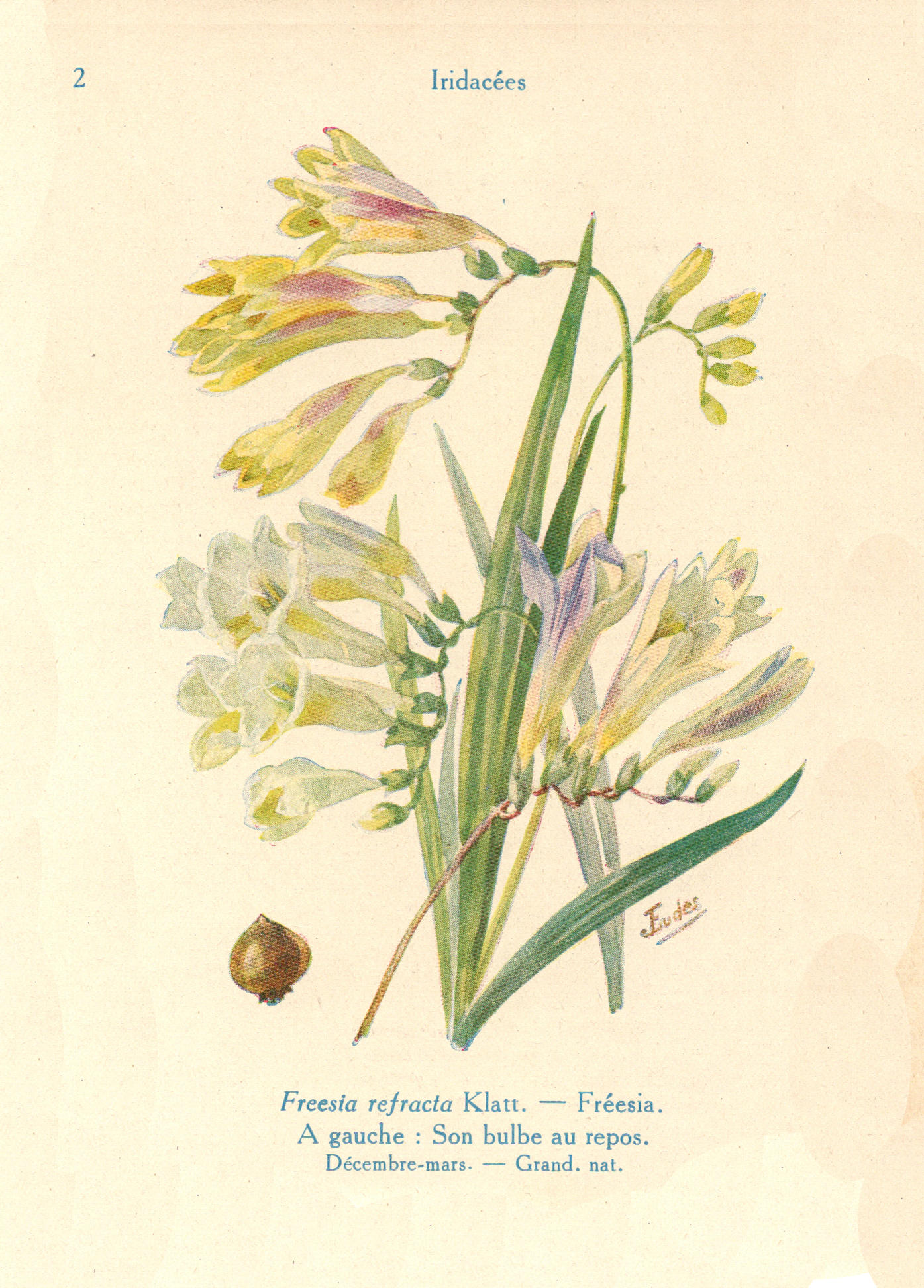
Illustration von Freesia refracta

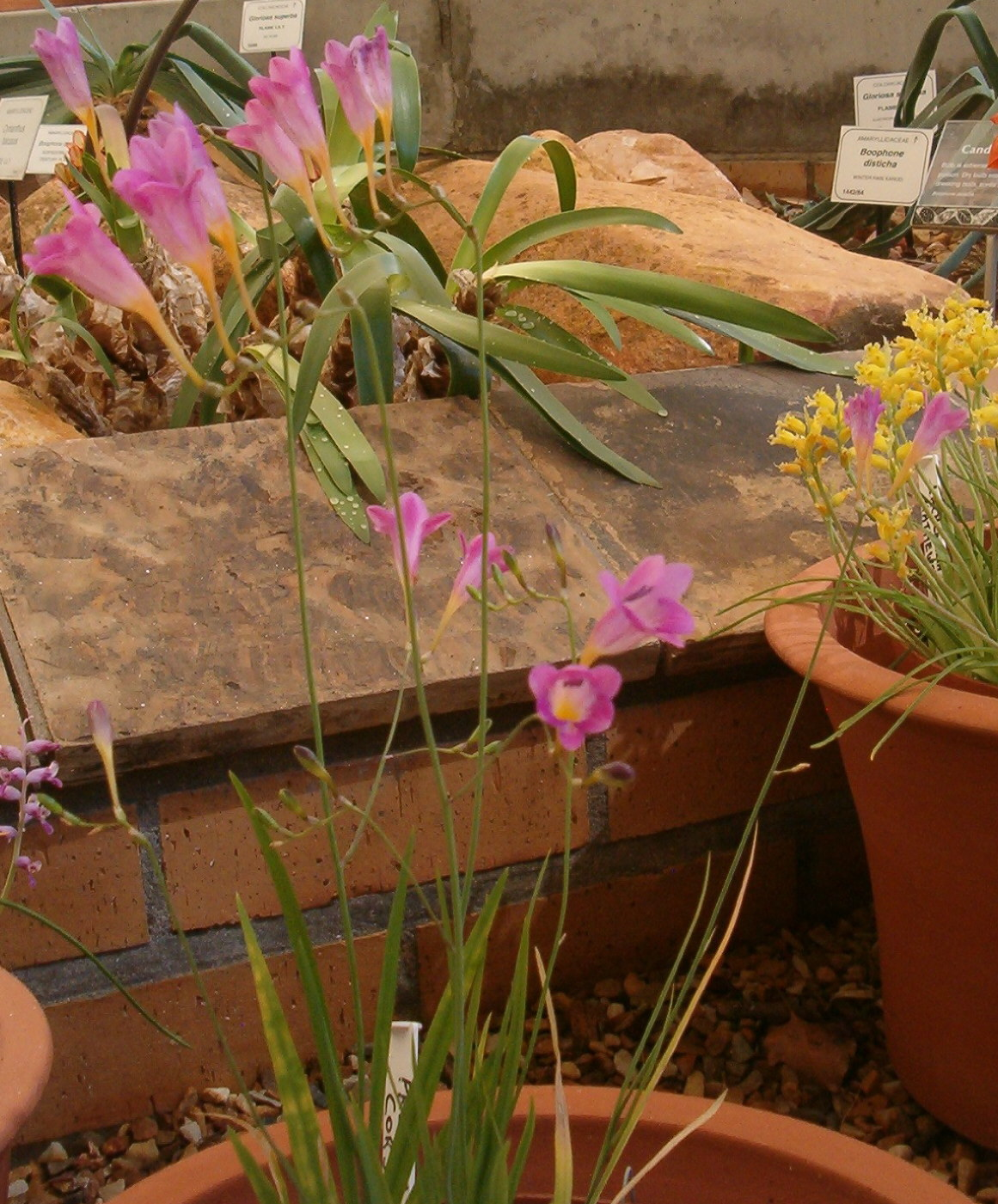
Freesia corymbosa

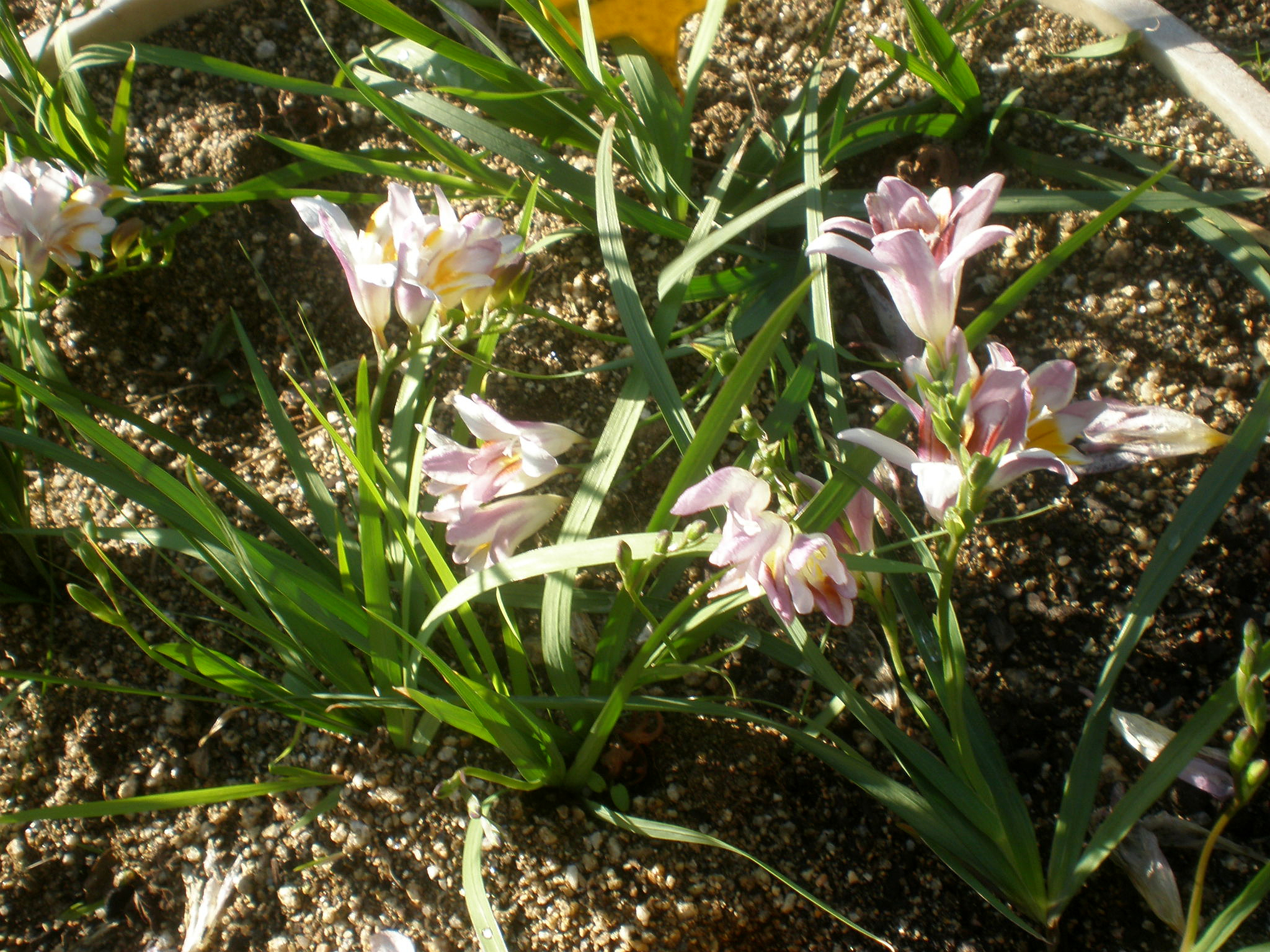
Freesia fucata

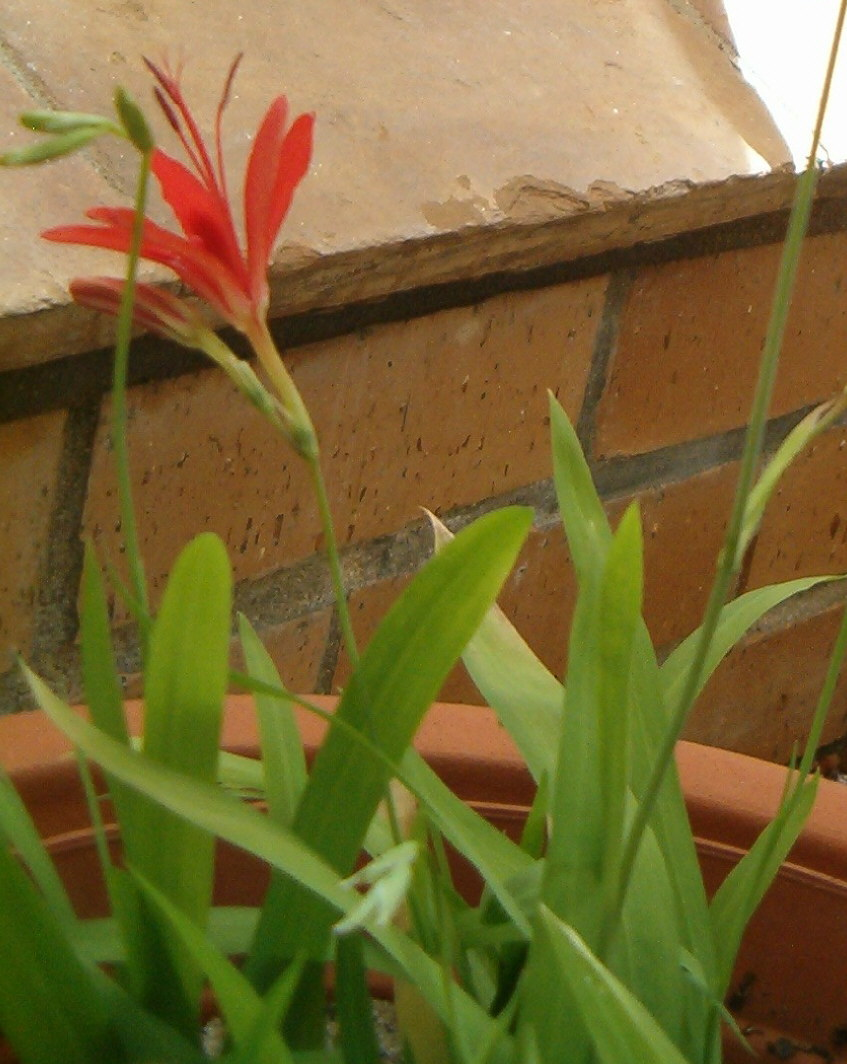
Freesia grandiflora

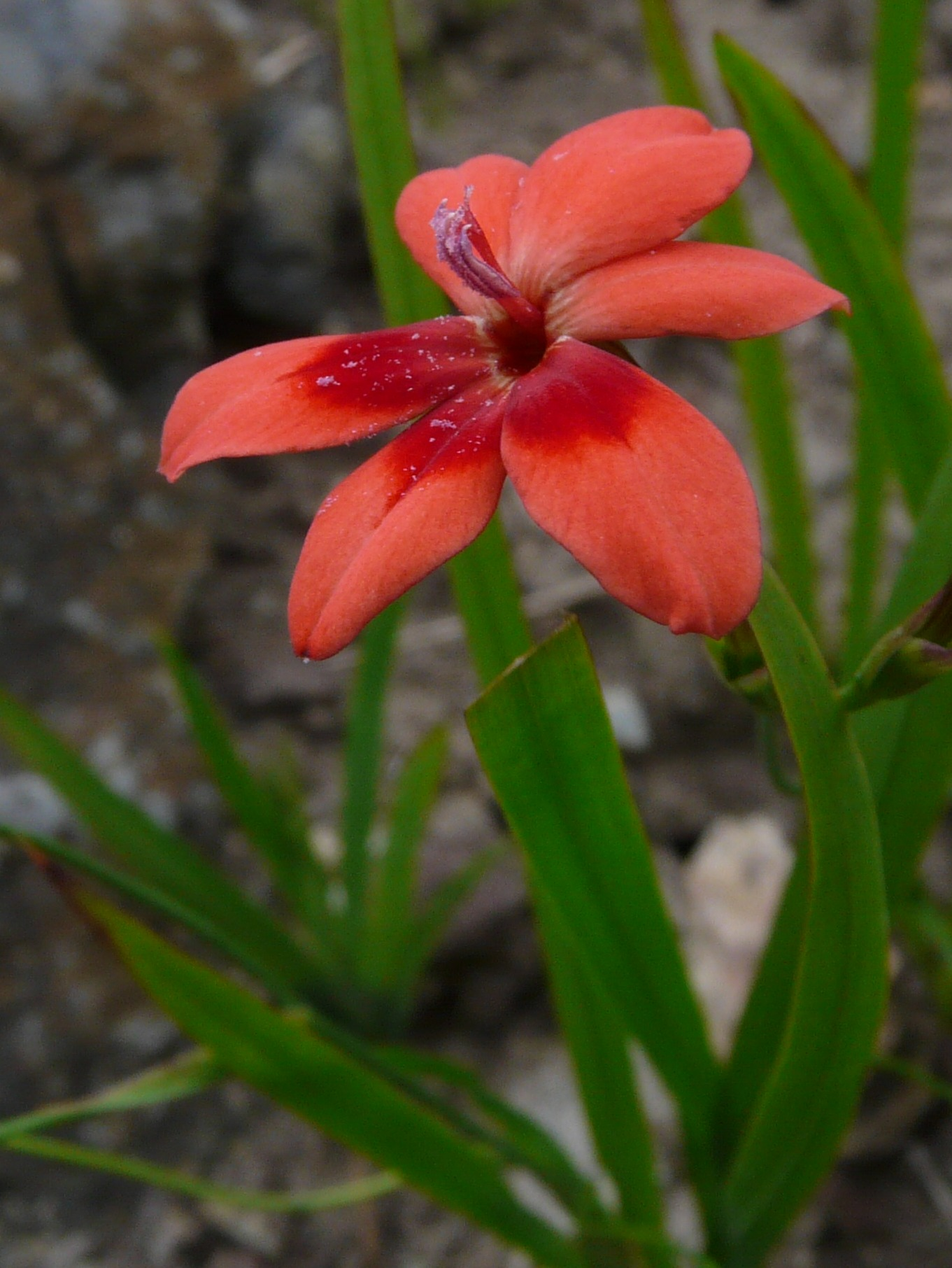
Zygomorphe Blüte von Freesia laxa

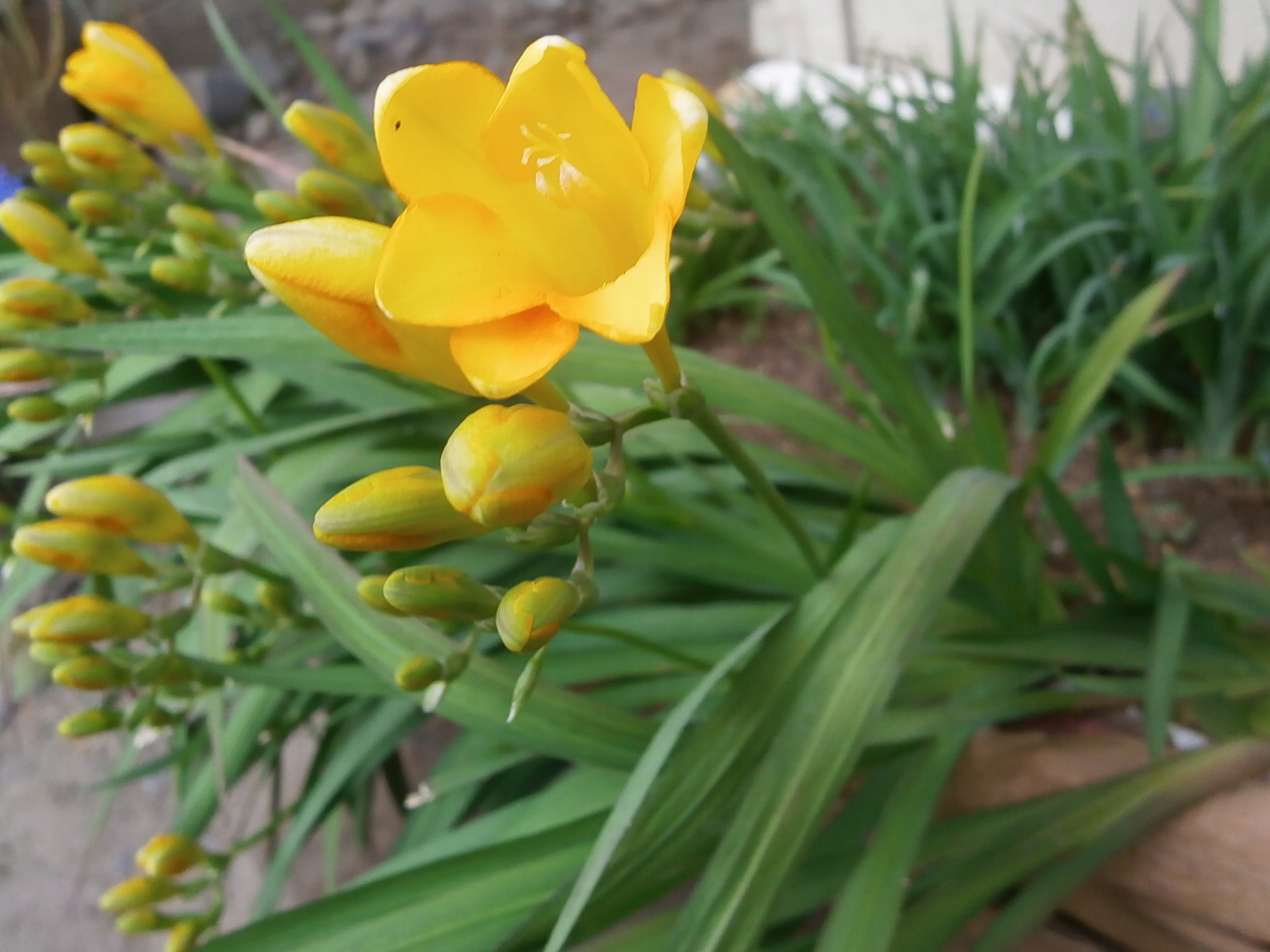
Freesia refracta

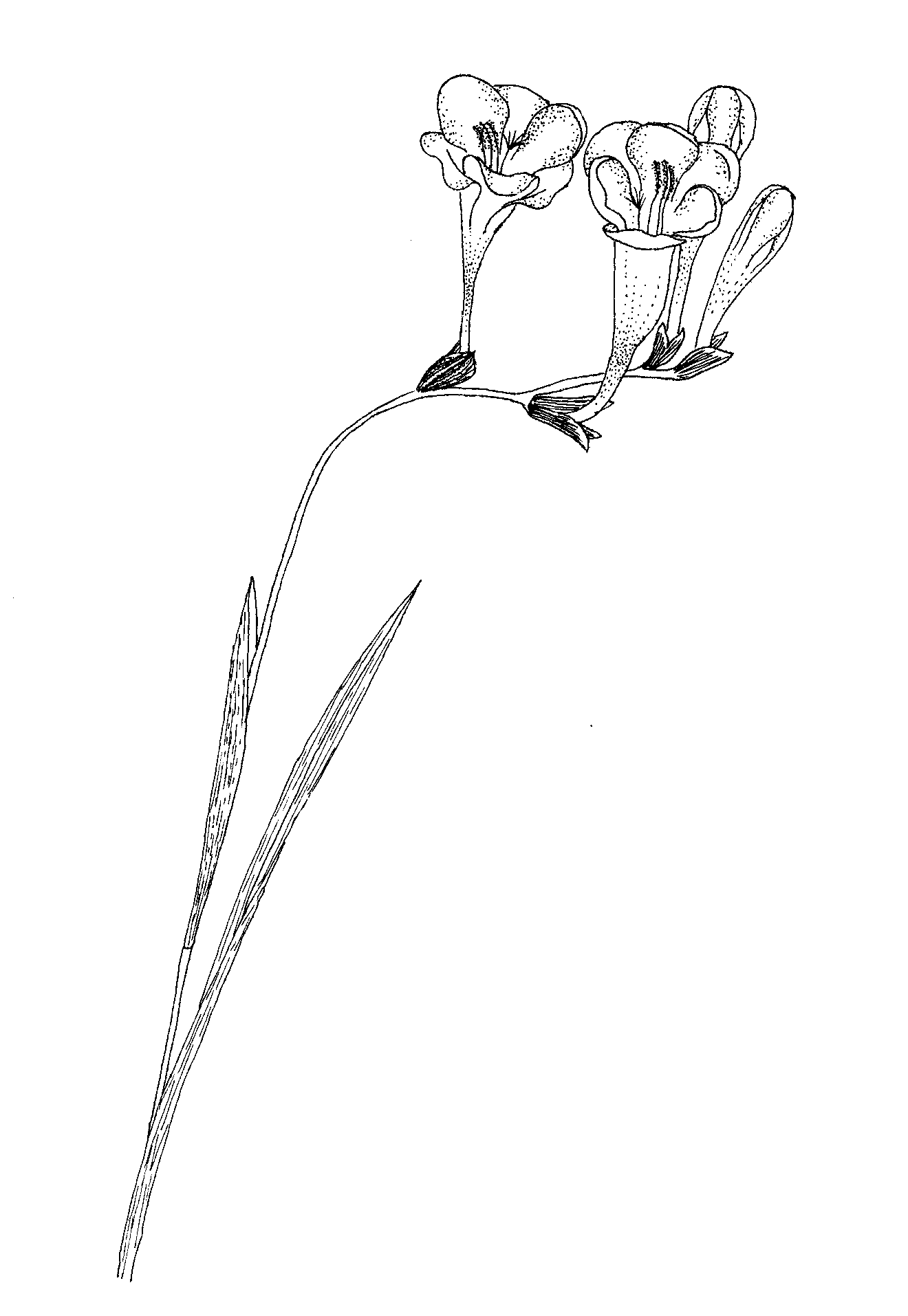
Illustration einer Freesia-Hybride

### Vegetative Merkmale
Freesia-Arten wachsen als meist laubabwerfende oder selten immergrüne, ausdauernde, krautige Pflanzen. Sie bilden Knollen, die einen Durchmesser von etwa 10 Millimetern aufweisen, als Überdauerungsorgane aus. Die Knollen sind mit feinen, hellen Fasern netzartig bedeckt. Die Stängel sind einfach oder verzweigt.
Die Laubblätter sind grundständig oder zweizeilig angeordnet am Stängel verteilt. Die einfachen Blattspreiten sind flach, meist lanzettlich und parallelnervig. Der Blattrand ist glatt.

### Generative Merkmale
Die ährigen Blütenstände enthalten wenige bis viele Blüten und laubblattähnliche, oft nur grüne oder selten strohfarbene Tragblätter.
Die oft stark duftenden Blüten sind zwittrig, zygomorph und dreizählig. Die sechs fast gleichgeformten Blütenhüllblätter sind röhrig bis trichterförmig verwachsen. Die Blütenröhre ist meist gebogen. Die Farben der Blütenhüllblätter reichen von meist weiß über gelb bis seltener rosafarben bis rot. Die Blütenhüllblätter des äußeren Kreises sind etwas größer als die inneren. Es ist nur ein Kreis mit drei freien, fertilen Staubblättern vorhanden. Drei Fruchtblätter sind zu einem unterständigen Fruchtknoten verwachsen. Der Griffel ist in drei dünne Äste geteilt.
Die dreifächerigen Kapselfrüchte sind unregelmäßig kugelig und enthalten einige Samen je Fruchtfach. Die ungeflügelten Samen sind kugelig. Die harte Samenschale ist glänzend und hell- bis dunkelbraun.
Die Chromosomengrundzahl beträgt n = 11.

## Systematik und Verbreitung
Die Gattung Freesia gehört zur Tribus Croceae in der Unterfamilie der Crocoideae (Syn.: Ixioideae) innerhalb der Familie der Iridaceae.
Die Gattung Freesia wurde 1866 durch den Botaniker Christian Friedrich Ecklon in Friedrich Wilhelm Klatt: Linnaea 34, S. 672 aufgestellt. Ecklon ehrte mit dem Gattungsnamen Freesia seinen Freund und Schüler, den Mediziner Friedrich Heinrich Theodor Freese (1795–1868). Synonyme für Freesia Eckl. ex Klatt nom. cons. sind: Anomatheca Ker Gawl., Nymanina Kuntze, Lapeirousia subgen. Anomatheca (Ker Gawl.) Baker.
Die Freesie stammt aus Afrika. Die meisten der etwa 15 Arten gedeihen in Regionen mit Winterregenfällen. Alle Arten treten als Florenelement südlich der Sahara auf, etwa zwölf Arten sind der Kapflora zugeordnet.
Es gibt etwa 15 Freesia-Arten:
- Freesia andersoniae L.Bolus: Sie ist im südafrikanischen Binnenland in Free State, North West, Ost- sowie Nordkap für diese Gattung relativ weit verbreitet.[5]
- Freesia caryophyllacea (Burm. f.) N.E.Br. (Syn.: Anomatheca xanthospila (DC.) Ker Gawl. ex Spreng., Freesia elimensis L.Bolus, Freesia parva N.E.Br., Freesia xanthospila (DC.) Klatt, Gladiolus xanthospilus DC., Ixia caryophyllacea Burm. f., Montbretia xanthospila (DC.) Heynh., Tritonia xanthospila (DC.) Ker Gawl. ex Spreng., Waitzia xanthospila (DC.) Heynh.): Von dem ursprünglich relativ weiten Verbreitungsgebiet, dieser früher häufigen Art, gingen über 77 % an Anbaugebiete verloren. Sie kommt noch an bis zu 35 Fundorten von Wolseley bis Swellendam, Hermanus sowie der Agulhas-Ebene im Westkap vor.[5]
- Freesia corymbosa (Burm. f.) N.E.Br. (Syn.: Freesia armstrongii W.Wats., Freesia brevis N.E.Br., Freesia metelerkampiae L.Bolus, Gladiolus corymbosus Burm. f., Tritonia odorata Lodd.): Sie ist von Groot Swartberg über Langkloof bis Makhanda, King William’s Town und Butterworth im West- sowie Ostkap verbreitet.[5]
- Freesia fergusoniae L.Bol.: Es sind weniger als 20 isolierte Fundorte von Swellendam bis Oudtshoorn und Mossel Bay im Westkap bekannt.[5]
- Freesia fucata J.C.Manning & Goldblatt: Es sind nur drei bis fünf Fundorte in Villiersdorp im Westkap bekannt. Die Bestände sind bedroht.[5]
- Freesia grandiflora (Baker) Klatt: Es gibt zwei Unterarten:[3]
  - Freesia grandiflora subsp. grandiflora (Anomatheca grandiflora Baker, Freesia rubella Baker, Hesperantha rubella Baker, Lapeirousia graminifolia (Baker) L.Bolus, Lapeirousia grandiflora Jacq., Lapeirousia grandiflora (Baker) Baker, Tritonia graminifolia Baker): Sie ist vom südlichen Tansania und Sambia über Mosambik und Eswatini bis zu den südafrikanischen Provinzen Gauteng, Limpopo, Mpumalanga sowie North West (innerhalb Südafrikas von Soutpansberg bis Zeerust und Durban) für diese Gattung weit verbreitet.[3][5]
  - Freesia grandiflora subsp. occulta J.C.Manning & Goldblatt: Sie kommt in Mosambik vor.[3]
- Freesia ×hybrida L.H.Bailey = Freesia corymbosa × Freesia leichtlinii subsp. alba[3]
- Freesia laxa (Thunb.) Goldblatt & J.C.Manning: Es gibt zwei Unterarten:[3]
  - Freesia laxa subsp. azurea (Goldblatt & Hutchings) Goldblatt & J.C.Manning (Syn.: Anomatheca laxa subsp. azurea Goldblatt & Hutchings): Sie kommt vom zentralen Mosambik bis KwaZulu-Natal vor.[3][5]
  - Freesia laxa (Thunb.) Goldblatt & J.C.Manning subsp. laxa (Syn.: Anomatheca cruenta Lindl., Anomatheca laxa (Thunb.) Goldblatt subsp. laxa, Gladiolus laxus Thunb., Lapeirousia cruenta (Lindl.) Baker, Lapeirousia graebneriana Harms, Lapeirousia grandiflora Jacq., Lapeirousia laxa (Thunb.) N.E.Br., Meristostigma laxum (Thunb.) A.Dietr.): Sie ist vom westlichen Kenia bis zum südlichen Afrika (in den südafrikanischen Provinzen Ostkap, Gauteng, KwaZulu-Natal, Limpopo, Mpumalanga) verbreitet.[3][5]
- Freesia leichtlinii Klatt: Es gibt zwei Unterarten:[5]
  - Freesia leichtlinii subsp. alba (G.L.Mey.) J.C.Manning & Goldblatt (Syn.: Freesia alba (G.L.Mey.) Gumbl., Freesia lactea Fenzl ex N.E.Br., Freesia picta N.E.Br., Freesia refracta var. alba G.L.Mey., Freesia sparrmanii var. alba (G.L.Mey.) N.E.Br.): Sie kommt nur von Stilbaai bis Plettenberg Bay im Westkap vor.[5]
  - Freesia leichtlinii Klatt subsp. leichtlinii (Syn.: Freesia gentilis N.E.Br., Freesia leichtlinii Klatt, Freesia middlemostii W.F.Barker, Freesia muirii N.E.Br., Freesia xanthospila var. leichtlinii (Klatt) N.E.Br., Nymanina leichtlinii (Klatt) Kuntze): Es sind nur noch fünf bis acht Fundorte von Agulhas bis zur St. Sebastian Bay im Westkap bekannt.[5]
- Freesia marginata J.C.Manning & Goldblatt: Sie wurde 2005 erstbeschrieben.[3] Es sind weniger als fünf Fundorte im Tal des Breede River Valley von Worcester bis Robertson im Westkap bekannt.[5]
- Freesia occidentalis L.Bolus (Syn.: Freesia framesii L.Bolus): Sie kommt an vielen Fundorten von Calvinia bis zu östlichen Rändern der Cederberge und von den Swartruggens-Bergen bis Laingsburg im Nord- sowie Westkap vor.[5]
- Freesia praecox J.C.Manning & Goldblatt: Sie wurde 2010 erstbeschrieben.[3] Es ist nur ein Fundort an den Vorbergen der Riviersonderend Berge nördlich von Riviersonderend im Westkap bekannt.[5]
- Freesia refracta (Jacq.) Eckl. ex Klatt (Syn.: Freesia hurlingii L.Bolus, Gladiolus refractus Jacq., Gladiolus resupinatus Pers., Montbretia odorata (Heynh.) Heynh., Montbretia refracta (Jacq.) Endl. ex Heynh., Nymanina refracta (Jacq.) Kuntze, Tritonia refracta (Jacq.) Ker Gawl., Waitzia odorata Heynh., Waitzia refracta (Jacq.) Heynh.): Sie kommt ursprünglich an vielen Fundorten von Worcester bis zur Mündung des Gourits Rivers sowie in De Rust im Westkap vor.[5] In einigen Ländern Südeuropas und in Japan ist sie ein Neophyt.[3]
- Freesia sparrmanii (Thunb.) N.E.Br.: Diese seltene Art kommt nur in einem kleinen Gebiet an den Vorbergen von Langeberg nahe Grootvadersbos im Westkap vor. Obwohl es in diesem Gebiet zu fortlaufender Habitatdegradation kommt nehmen die Bestände nicht ab.[5]
- Freesia speciosa L.Bolus (Syn.: Freesia flava (E.Phillips & N.E.Br.) N.E.Br., Freesia sparrmanii var. flava E.Phillips & N.E.Br.): Von dieser seltenen Art gibt es weniger als 10000 blühfähigen Exemplaren in isolierten kleinen Fundorten nur von Anysberg bis Calitzdorp im Westkap.[5]
- Freesia verrucosa (Vogel) Goldblatt & J.C.Manning (Syn.: Anomatheca verrucosa (B.Vogel) Goldblatt, Freesia juncea (Ker Gawl.) Klatt, Gladiolus amabilis Salisb., Gladiolus excisus Jacq., Gladiolus junceus L. f., Gladiolus paniculatus Pers., Gladiolus polystachyus Andr., Gladiolus pulchellus Salisb., Ixia elliptica Thunb., Ixia emarginata Lam., Ixia gawleri Schrad., Ixia verrucosa B.Vogel, Lapeirousia juncea Ker Gawl., Meristostigma junceum (Ker Gawl.) Steud., Peyrousia juncea (Ker Gawl.) Poir.): Sie kommt nur von Ladismith bis Willowmore, Langkloof sowie Kareedouw im West- sowie Ostkap vor.[5]
- Freesia viridis (Aiton) Goldblatt & J.C.Manning: Mit zwei Unterarten: 
  - Freesia viridis subsp. crispifolia (Goldblatt) J.C.Manning & Goldblatt: Nordkap und Westkap.[5]
  - Freesia viridis subsp. viridis: Sie kommt von Namibia bis Südafrika vor.[3]

## Verwendung
Die Freesia-Hybriden entstanden aus Kreuzung von Freesia refracta mit Freesia leichtlinii, Freesia corymbosa oder anderen Arten. Sie sind meist tetraploid.
Die vielen Freesien-Sorten mit ihren pokalförmigen, leuchtenden und zart duftenden Blüten sind hervorragende Schnittblumen.